# محمود كريمي
محمود كريمي (بالفارسية: محمود کریمی) هو مغني أناشيد إسلامية إيراني، ولد في 1968 في طهران في إيران.

## وصلات خارجية
- محمود كريمي على موقع أول ميوزيك (الإنجليزية)
- محمود كريمي على موقع ديسكوغز (الإنجليزية)